# Tahsil d'Amritsar
El tahsil d'Amritsar fou una subdivisió del districte d'Amritsar al Panjab, Índia. La capital fou Amritsar. Modernament es va dividir en el tahsil d'Amritsar I i el tahsil d'Amritsar II.
La divisió ja existia durant el període de domini britànic, dins el mateix districte. El 1881 tenia 1420 km² i 430.418 habitants, i el 1901 tenia 488.383 habitants i 373 pobles. El riu Beds formava el límit oriental que el separava del principat de Kapurthala. La població era de majoria musulmana (45%). Estava dividit en 9 talukas (o parganes): Jandiala, Sathiala, Bundala, Mahtabkot, Mattiwal, Chawinda, Majitha, Amritsar, i Gilwali.